# 阿夫尔河畔阿尔芒蒂耶尔
阿夫尔河畔阿尔芒蒂耶尔（法語：Armentières-sur-Avre，法語發音：[aʁmɑ̃tjɛʁ syʁ avʁ]）是法国诺曼底大区厄尔省的一个市镇，位于该省南部，属于贝尔奈区。

## 地理
阿夫尔河畔阿尔芒蒂耶尔（48°41'3"N, 0°48'33"E）面积6.11 平方千米，位于法国诺曼底大区厄尔省，该省份为法国北部内陆省份，北起滨海塞纳省，西接奧恩省和卡爾瓦多斯省，南至厄尔-卢瓦省，东临瓦兹省、瓦兹河谷省和伊夫林省。
与阿夫尔河畔阿尔芒蒂耶尔接壤的市镇（或旧市镇、城区）包括：谢讷布兰、博略、阿夫尔河畔圣维克托、沙朗塞。

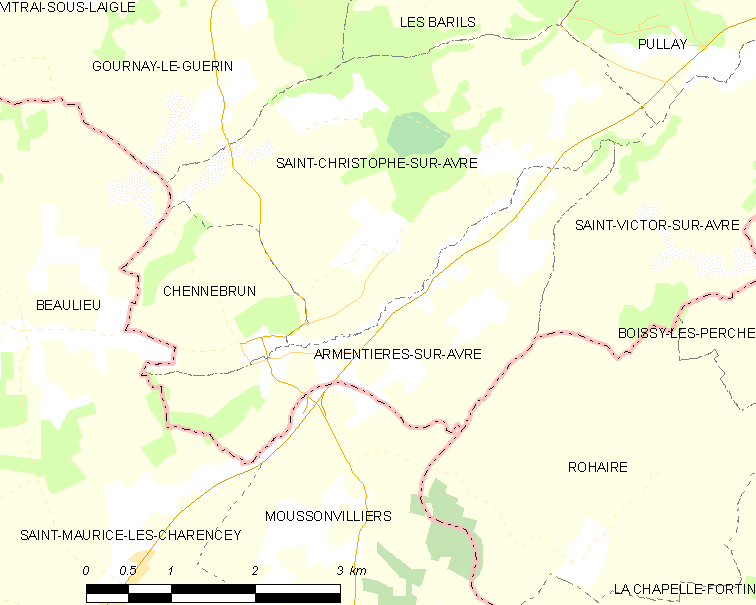
阿夫尔河畔阿尔芒蒂耶尔的OSM定位图

阿夫尔河畔阿尔芒蒂耶尔的时区为UTC+01:00、UTC+02:00（夏令时）。

## 行政
阿夫尔河畔阿尔芒蒂耶尔的邮政编码为27820，INSEE市镇编码为27019。

## 政治
阿夫尔河畔阿尔芒蒂耶尔所属的省级选区为阿夫尔河和伊通河畔韦尔讷伊县。

## 人口

1962-2008年间阿夫尔河畔阿尔芒蒂耶尔人口变化图示

阿夫尔河畔阿尔芒蒂耶尔于2022年1月1日时的人口数量为161人。